# Tatsuhiro Ōshiro
Tatsuhiro Ōshiro (né le 19 septembre 1925 à Nakagusuku (Okinawa) et mort le 27 octobre 2020 à Kitanakagusuku (Okinawa)) est un romancier et dramaturge japonais. 

## Biographie
Tatsuhiro Ōshiro reçoit le prix Akutagawa en 1967 pour son roman Kakutera Pati. Il est également un innovateur du traditionnel genre kumi odori des îles Ryukyu. Umino Tenzakai et Hingire, Niibichi comptent parmi les pièces qu'il a écrites.

## Distinctions
- Prix Akutagawa (1967)
- Médaille au ruban pourpre (1990)
- Prix Taiko Hirabayashi (1993)
- Ordre du Soleil levant de quatrième classe (1996)
- Prix Kawabata (2015)